# 도버구

도버구의 위치

도버구(영어: Dover District)는 잉글랜드 켄트주에 위치한 비도시 자치구로 중심 도시는 도버이며 인구는 113,066명(2014년 기준), 면적은 314.84km2이다.